# 南機廠 (高雄)

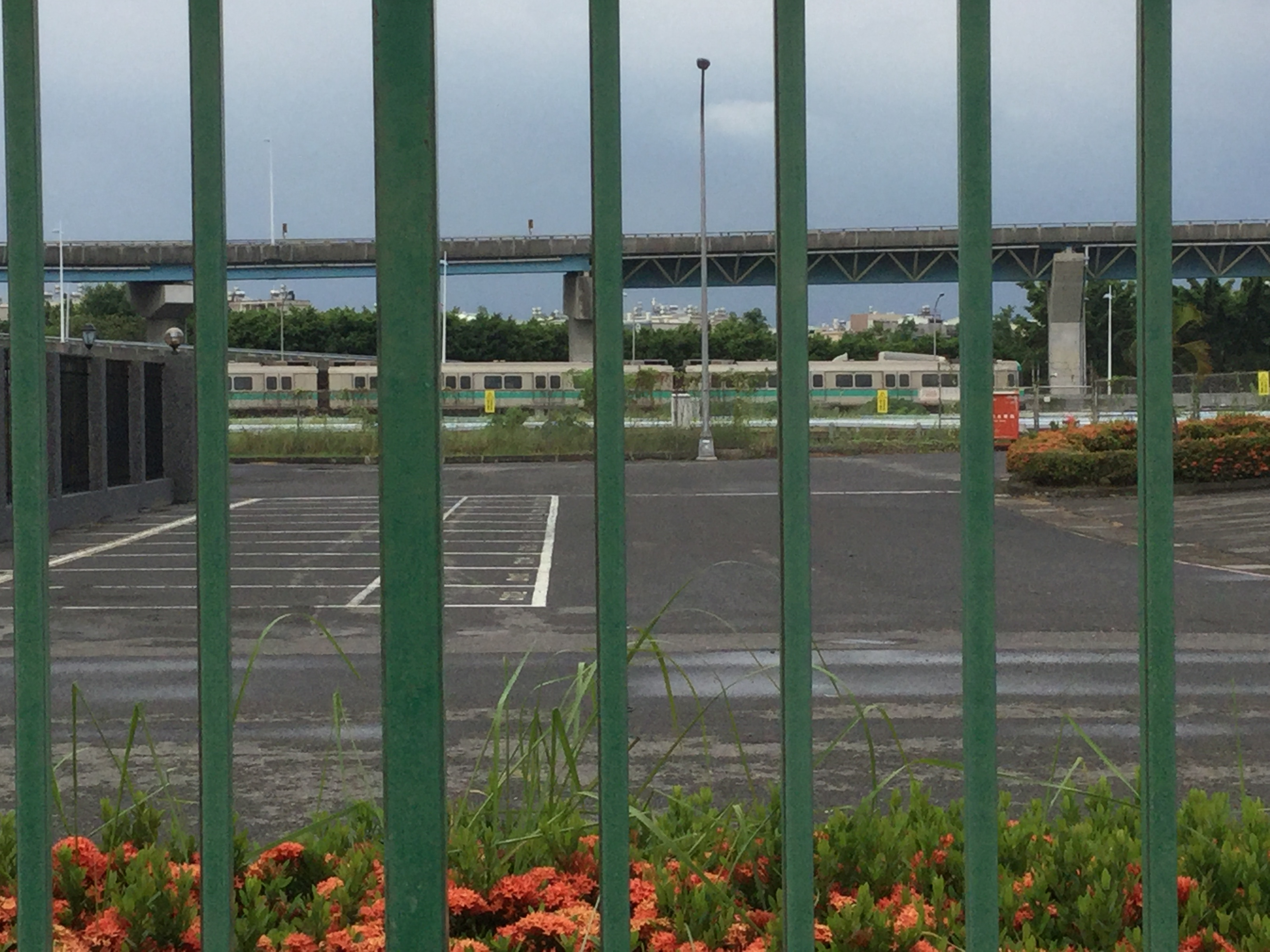
高捷南機廠

南機廠，代號CD2，是高雄捷運紅線的三級修護廠，位於臺灣高雄市前鎮區中山路與中安路交叉路口，鄰近紅線草衙站旁，故又稱草衙機廠，面積有26公頃，地址是高雄市前鎮區中安路1號。

## 概要
高雄捷運南機廠目前是高雄捷運公司工程及營運指揮總部，佔地26公頃。場區內主要有駐車廠、維修廠、物料倉庫、辦公室、行控中心、變電站等建築物及附屬設施；另一部份規劃做為土地開發使用，其面積約為八公頃。
南機廠所在地原為都市計畫前鎮區11號公園預定地，未開闢使用，以台糖公司所有土地為大宗，徵收為交通用地前，多被違章工廠所占，包含倉儲、鹽酸、修車、魷魚、鋼絲、招牌、金紙、園藝、木材等以及寺廟。
主要工作：
- 電聯車之停放。
- 電聯車車廂內部清潔。
- 執行電聯車出車前之車輛安全檢查。
- 電聯車車廂外部清潔。
- 執行電聯車每月定期維修任務。
- 執行該路線電聯車半年、年定期維修任務。
- 該路線電聯車故障之緊急搶修。
- 提供該路線上電聯車、軌道、號誌、其他系統及相關零件之備品儲存。

## 機廠位置與結構
- 地理位置：位於高雄市前鎮區中山路及中安路口。
- 廠房規模：三級修護廠。
- 功能：具車輛駐車、維修及車輛清洗的功能，並同時於機廠範圍內設置捷運公司總部大樓及捷運系統行控中心，連同機廠設施區及連絡道路佔地面積約為17.9公頃。
- 面積：26公頃。
- 廠房分區：暫無資訊。

## 發展計劃
高雄捷運共有三處機廠，都有廣大的腹地可作為商業使用，南機廠計劃商業使用的土地有八公頃，第一波招商釋出五公頃，經營年限與捷運BOT簽約年限同步到2037年為止。
2012年10月25日，大魯閣公司與高雄捷運公司簽約，將2.6公頃的土地開發為密度造街大型商場和汽車親子主題遊樂園－大魯閣草衙道，已於2016年5月開幕。